# Адамира, Иржи
Иржи Адамира (чеш. Jirí Adamíra; 2 апреля 1926, Добровице — 14 августа 1993, Прага) — чешский и чехословацкий актёр театра, кино и телевидения, педагог. Заслуженный артист (умелец) с 1989 года. Лауреат государственной премии им. Клемента Готвальда.

## Биография
Окончил техническую школу в Смихове . В годы Второй мировой войны выступал в любительских театральных коллективах. С 1945 года — артист театра. В 1952—1962 годах выступал в Государственном театре в Остраве. Затем, с 1962 по 1990 год — в Реалистическом театре в Праге (Švandovo divadlo). Театральную карьеру закончил в Национальном театре в Праге.
Сыграл в более, чем 100 фильмах, телепостановках и сериалах, но наибольшего успеха добился на театральной сцене.
В 1990–1993 годах работал преподавателем на Театральном факультете Академии музыкальных искусств в Праге .
Более 20 лет был женат на актрисе Гане Мациуховой. Брак остался бездетным.
Умер от рака позвоночника. Похоронен на Вышеградском кладбище.

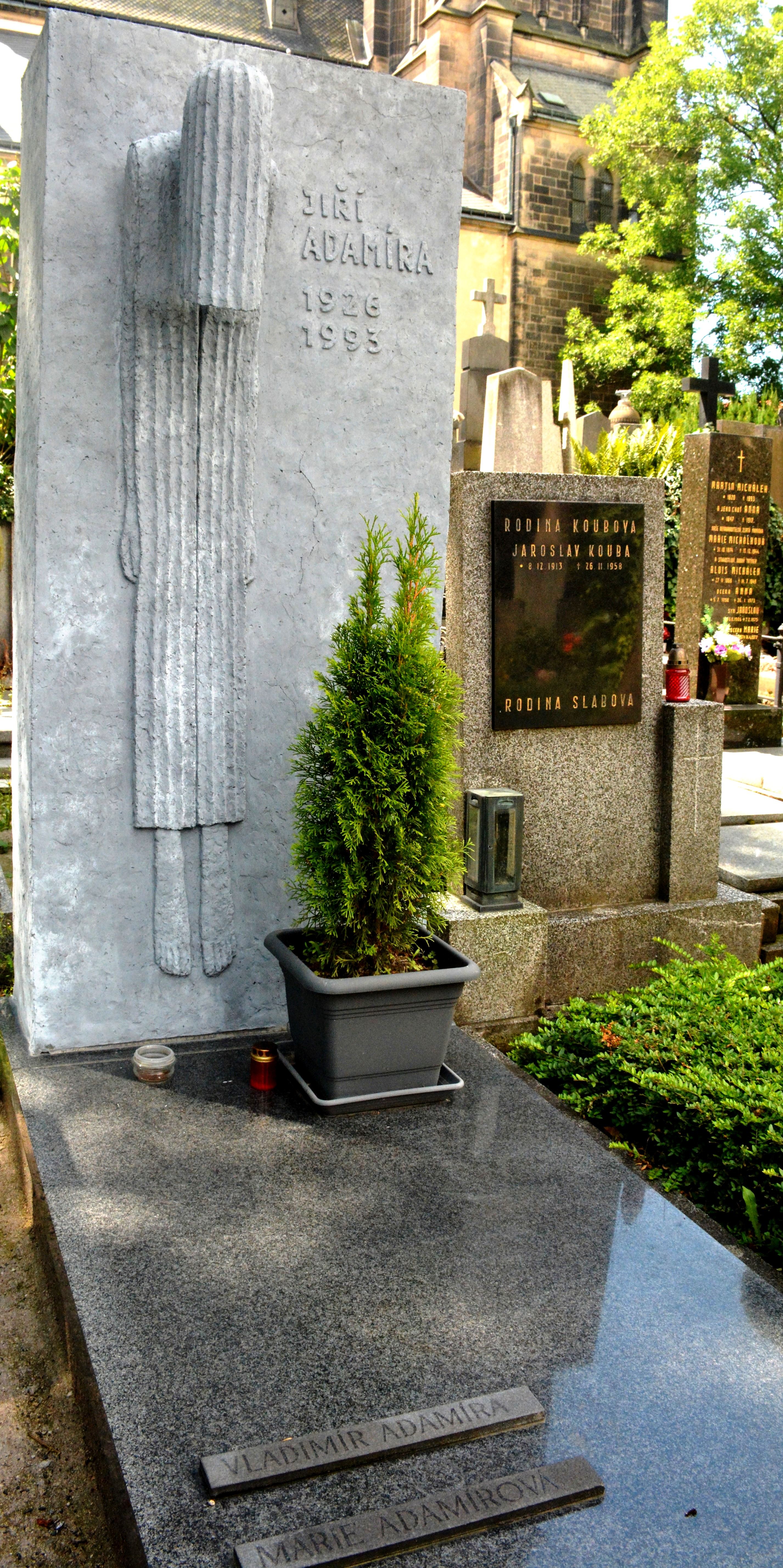
Могила Иржи Адамира на Вышеградском кладбище

## Избранная фильмография
- 1989 — Конец старых времён — Котера
- 1988 — Хануссен
- 1985 — Вероника
- 1984 — Лепестки, цветки, венки — дядя Генрих
- 1984 — Игра в облаках
- 1983 — Странствия Яна Амоса — Тупл, доктор
- 1979 — Заложники в Белла Виста
- 1979 — Божественная Эмма
- 1977 — История любви и чести — доктор Йозеф Подлипски
- 1977 — Больница на окраине города — член министерской комиссии
- 1974—1979 — Тридцать случаев майора Земана — Альберто Местрей
- 1972 — Подозрение — Мильнер, доктор
- 1969 — Смешной пан
- 1967 — Дом потерянных душ / Dům ztracených duší — капитан Гавел
- 1966 — Транзит Карлсбад
- 1965 — ...а пятый всадник – Страх — Карел Весёлы, адвокат, хозяин здания
- 1953 — Завтра будут танцевать всюду — Руда
- 1951 — Победные крылья — Руда Колар